# 政島検校
政島 検校（まさじま けんぎょう、1700年（元禄13年）頃 - 1780年（安永9年））は、江戸時代中期に活躍した筝曲作曲家である。諱は実一。

## 経歴・人物
大坂（現在の大阪市）の生まれ。幼年期に失明し、浅田検校後に初代藤永検校の門人となる。1771年（明和8年）に当時大坂で活躍していた野川検校が創始した「野川流」の組歌を同門の亀島検校、菊永検校らと共に学ぶ。
これにより、1759年（宝暦9年）に師匠より検校に認定され、この組歌を調整した箏曲を多く作曲する。同時期に品川検校の門人ともなり胡弓を学ぶ等異色の筝曲家として、一躍名を馳せた。また、後に彼の息子の政島弥兵衛や孫弟子の森岡正甫にも胡弓を学ばせる等、政島が創始した胡弓式の組歌を世に広めた事でも有名となった。

## 主な作品

### 代表的な筝曲
- 『寿』‐ 菊永検校と共に作曲。端歌。
- 『ささやき竹』
- 『我が身』‐ 長歌。
- 『八千代獅子』‐ 胡弓を広めたきっかけとなった箏曲。

### その他の筝曲
- 『泊り舟』
- 『そらいびき』